# Mimostedes meneghettii
Mimostedes meneghettii är en skalbaggsart som beskrevs av Stefan von Breuning 1958. Mimostedes meneghettii ingår i släktet Mimostedes och familjen långhorningar.
Artens utbredningsområde är Kenya. Inga underarter finns listade i Catalogue of Life.